# کیت راولی (دوچرخه‌سوار)
کیت راولی (انگلیسی: Keith Rowley; ۱۹۸۲ - ۱۹۱۹) دوچرخه‌سوار اهل استرالیا بود. وی قهرمان مسابقات ملی دوچرخه‌سواری جاده استرالیا در سال ۱۹۴۷ و ۱۹۵۰ شده است. 